# حساب العناصر المتفاعلة البيئي
حساب العناصر المتكافئة البيئي (أو يشار له على نطاق أوسع باسم "القياس الكيميائي البيولوجي) هو كيفية توازن الطاقة والعناصر على الأنظمة الحية. على غرار قياس اتحادية العناصر، حساب العناصر المتكافئة البيئي يقيس وفقاً لقيود محددة كتوازن الكتلة لأنها تنطبق على الكائنات الحية وتفاعلاتها في النظام البيئي. على وجه التحديد، كيف يؤثر توازن الطاقة والعناصر وكيف يتأثر هذا التوازن بالكائنات الحية وتفاعلاتها. ثمة تاريخ طويل لمفاهيم قياس اتحادية العناصر البيئي في علم البيئة، بالرجوع إلى الإشارات المبكرة لقيود توازن الكتلة التي وضعها ألفريد لوتكا ويوستوس فون ليبيغ وألفرد ريدفيلد. توسّعت هذه المفاهيم السابقة لربط عناصر علم وظائف الأعضاء  للكائنات الحية بتفاعلات بشبكاتها الغذائية ووظيفة النظام البيئي.

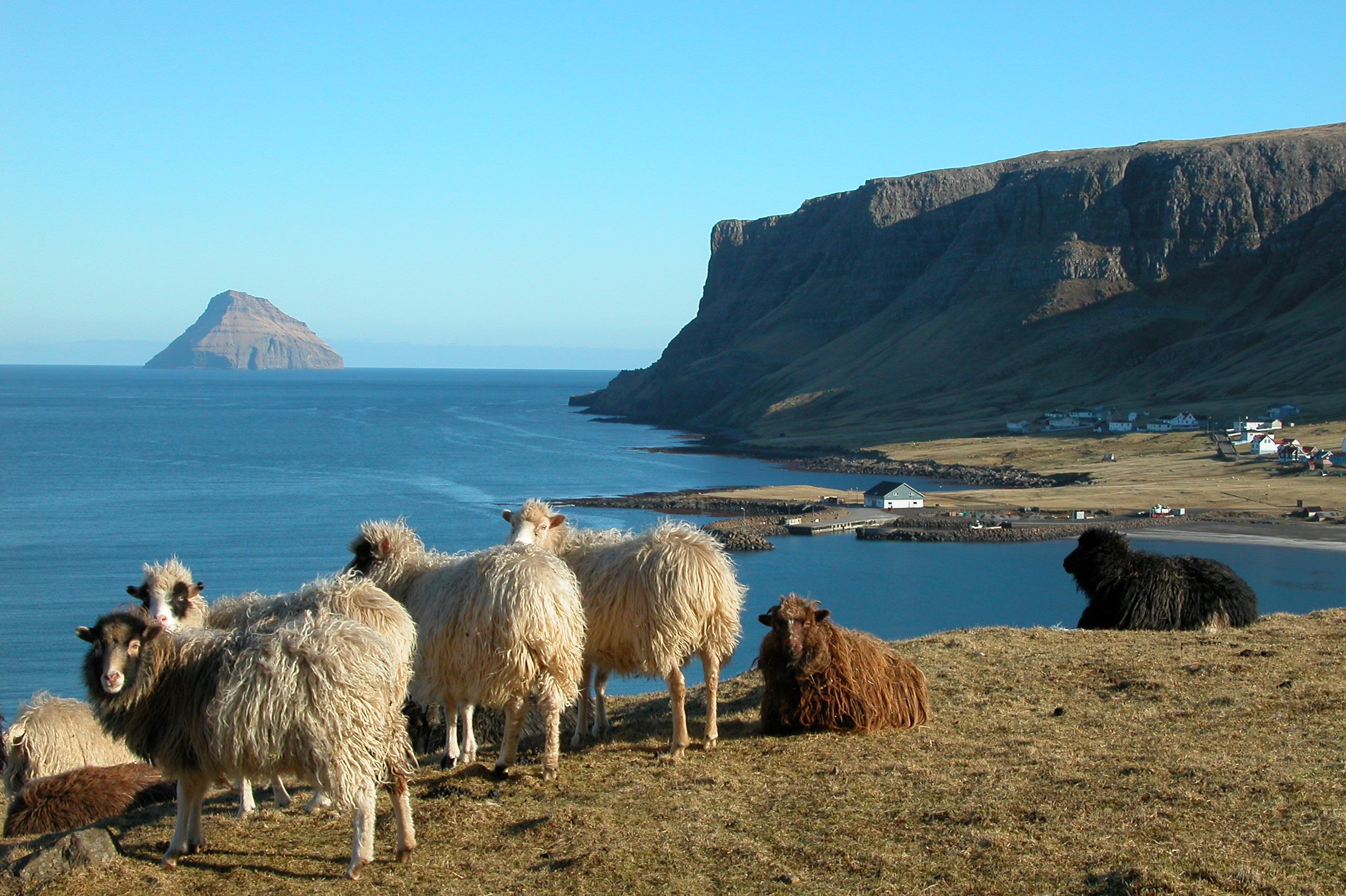
Sheep feed on plant tissues that contain high concentrations of carbon relative to concentrations of nitrogen and phosphorus (i.e. a high ratio of C:N:P). To grow and develop, the tissues of a sheep need less carbon in relation to nitrogen and phosphorus (i.e. a low ratio of C:N:P) than the food eaten. The growth and development of any organism may be limited by unbalanced stoichiometry: an imbalance in the proportions of chemical elements in food that reflect proportions of physiologically important organic molecules.

يركز معظم العمل في القياس المتكافئ البيئي على التفاعل بين الكائن الحيّ وموارده. غالباً ما تتميز هذه الواجهة، سواء كانت بين النباتات وتغذية النبات أو الحيوانات العاشبة الكبيرة ووالفصيلة النجيلية، باختلافات كبيرة من حيب التركيب الكيميائي لكل جزء. يؤدي الاختلاف أو عدم التطابق بين المتطلبات الأولية للكائنات والتكوين الأولي للموارد إلى اختلال توازن العناصر. يسأل قياس العناصر المتفاعلة البيئي في المقام الأول عن:
1. لماذا تنشأ اختلالات العناصر في الطبيعة؟
2. كيف تتأثر علم وظائف الأعضاء ونظرية تاريخ الحياة باختلالات العناصر؟
3. ما هي الآثار اللاحقة لعمليات النظام البيئي؟

تنشأ اختلالات في العناصر لعدة أسباب فسيولوجية وتطوّرية تتعلق باختلافات التركيب البيولوجي للكائنات الحية، كالاختلافات في أنواع وكميات الجزيئات الضخمة والعضيات الخلوية والنسيج الحيوي. تحتلف الكائنات الحية في مرونة تكوينها البيولوجي وبالتالي في الدرجة التي يمكن أن تحافظ بها الكائنات الحية على تركيبة كيميائية ثابتة في مواجهة الاختلافات في مواردها.
يمكن أن ترتبط الاختلافات في الموارد بأنواع الموارد المطلوبة وتوافرها النسيب في الزمان والمكان، وكيفية الحصول عليها. يشارإلى القدرة على الحفاظ على التركيب الكيميائي الداخلي على الرغم من التغييرات في التركيب الكيميائي وتوافر الموارد باسم «استتباب مكافيء القياس». كالمفهوم البيولوجي العام للاستتباب، يشير استتباب العناصر إلى الحفاظ على التكوين العنصري ضمن نطاق محدد بيولوجياً. الكائنات الحية ضوئية التغذية (كالطحالب والنباتات الوعائية) يمكن أن تُظهر طائفة واسعة من اللدونة الفسيولوجية في تكوين العناصر، وبالتالي تكون متوازنة ضعيفة نسبياً. على النقيض من ذلك، فإن كائنات حية أخرى كالخلايا الحيوانية المتعددة يكون لها توازن ثابت، ويمكن التفكير في أنها تحتوي على تركيبة كيميائية متميزة. على سبيل المثال، يمكن أن تتراوح نسب الكربون إلى الفسفور في المادة العضوية المعلقة الكائنات الموجودة في بحيرة ما (كالطحالب والبكتيريا والحتات) يمكن أن تتراوح بين 100 و1000، بينما تبقى نسب الكربون إلى الفسفور في برغوث الماء أو العوالق الحيوانية والقشريات ثابتة عند 1:80 تقريباً. قد تقود الاختلافات العامة في توازن المتكافئات بين النباتات والحيوانات إلى اختلالات عنصرية كبيرة ومتغيرة بين المستهلكين والموارد.
يسعى قياس العناصر المتكافئة البيئية إلى اكتشاف كيف يشكّل محتوى الكائنات الحية الكيميائي بيئتها. طبّق قياس العناصر المتكافئة البيئية على دراسات دورة المغذيات والإقصاء التنافسي ونمو الحيوانات وأنماط الحد من المغذيات في النظم البيئية بأكملها. تعتبر نسبة ريدفيلد لمحيطات العالم إحدى أشهر التطبيقات لمبادئ قياس العناصر المتكافئة في البيئة. كما يراعي هذا القياس الظواهر على المستوى دون الخلوي كمحتوى P في في الريبوسومات، والظواهر على مستوى المحيط الحيوي بأكمله، ككيمياء الغلاف الجوي.
حتى الآن، حفّز إطار البحث المتعلق بقياس العناصر المتكافئة البيئية الأبحاث في مختلف مجالات علم الأحياء والبيئة والكيمياء الحيوية وصحة الإنسان، بما في ذلك أبحاث الميكروبات البشرية، وأبحاث السرطان، وتفاعلات الشبكات الغذائية، وديناميكيات السكان، خدمات النظام البيئي، وإنتاجية المحاصيل الزراعية،  وتغذية نحل العسل.